# Карвалью, Роза
Роза Карвалью (порт. Rosa Carvalho, род. 1952, Лиссабон) — португальская художница.

## Ранние годы и образование
Роза Карвалью родилась в 1952 году в Лиссабоне. Изучала изобразительное искусство в Лиссабонском университете.

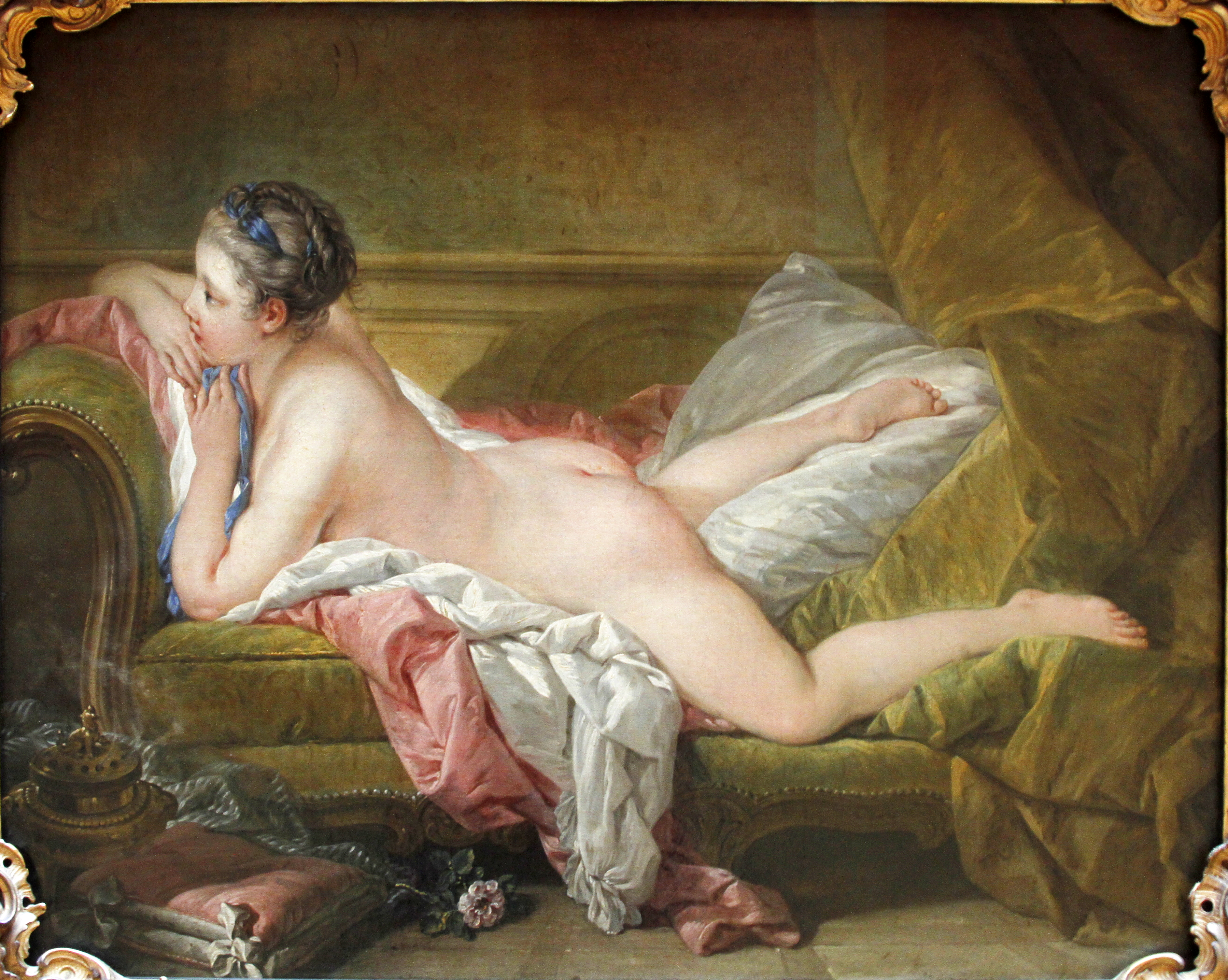
«Отдыхающая девушка» (оригинал) Франсуа Буше, одна из работ, переработанных Карвалью

## Художественное творчество
Карвалью особенно известна кропотливым воспроизведением работ таких художников, как Франсуа Буше, Франсиско де Гойя, Рембрандт, Жак-Луи Давид и Диего Веласкес, в которых она убирает часто обнажённые женские фигуры, присутствующие на оригинальных картинах, тем самым подчёркивая представление женщины в искусстве или чрезмерное её присутствие в истории в качестве музы, а не творца. Примеры картин, которые она трактовала таким образом, включают «Портрет мадам Рекамье» Давида и «Отдыхающую девушку» Буше.

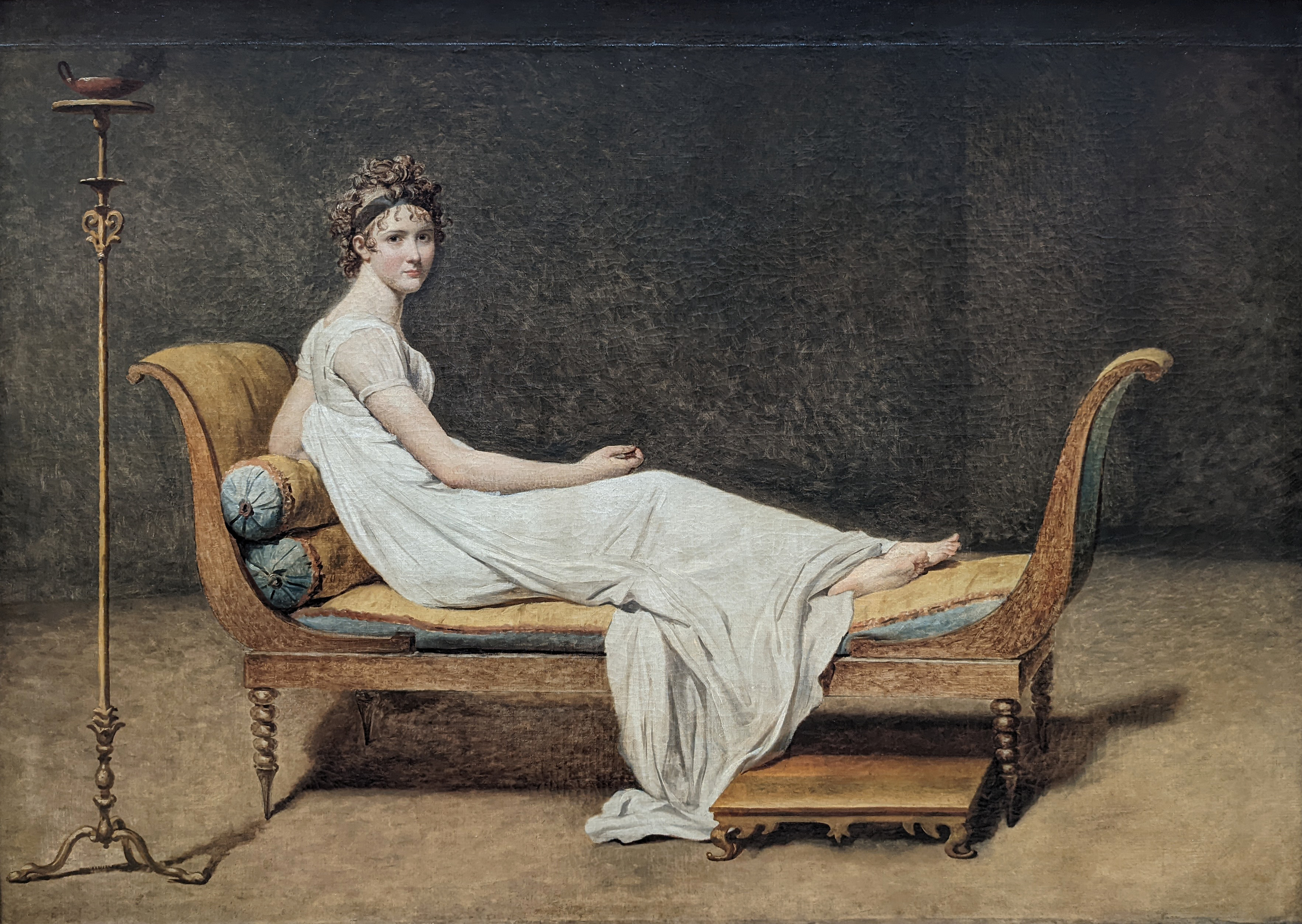
«Портрет мадам Рекамье» (оригинал) Жака-Луи Давида, также переделанный Карвалью

## Выставки
Роза Карвалью впервые выставлялась на выставках современного искусства в Лагуше, Португалия и в Порту в 1982 году. Её первая персональная выставка состоялась в 1985 году в Лиссабоне. В основном выставлялась в Португалии, но у неё также было две персональные выставки в Бельгии. На коллективных выставках её работы были показаны в Бразилии, Германии, Мозамбике и Испании. Её работы были выставлены в 2021 году в рамках выставки португальских художниц в музее Галуста Гюльбенкяна под названием Tudo o que eu quero (Всё, что я хочу), которая была частью культурной программы португальского председательства в Совете Европейского Союза.

## Коллекции
Работы Карвалью хранятся в большом количестве коллекций, в том числе в Министерстве иностранных дел Португалии и Государственном секретариате по культуре, Energias de Portugal, Фонде Галуста Гюльбенкяна и Фонде Галпа.